# Eleonore Barrère
Eleonore Barrère (* 17. Juni 1996 in Saint-Maur-des-Fossés) ist eine ehemalige französische Tennisspielerin.

## Karriere
Barrère begann mit acht Jahren das Tennisspielen und bevorzugt Hartplätze. Sie bestritt hauptsächlich Turniere der ITF Women’s World Tennis Tour, wo sie einen Doppeltitel gewinnen konnte.

## College-Tennis
Barrère spielte an der Lynn University in Boca Raton, Florida. Seit 2019 spielt sie für die Buccaneers der Barry University, wo sie ihren MBA macht, nachdem sie an der Université Paris-Est Créteil Val-de-Marne studierte.

## Turniersiege

### Doppel
| Nr. | Datum           | Turnier | Kategorie   | Belag | Partnerin         | Finalgegnerinnen            | Ergebnis |
| --- | --------------- | ------- | ----------- | ----- | ----------------- | --------------------------- | -------- |
| 1.  | 15. August 2015 | Tunis   | ITF $10.000 | Sand  | Kassandra Davesne | Barbara Bonić Jana Sisikowa | 6:1, 6:3 |

## Persönliches
Eleonore ist die Tochter von Alain und Sylvie Barrère und hat vier Geschwister.